# Platja de Sant Jordi
La platja de Sant Jordi, o platja de Sant Jordi d'Alfama, és una platja seminatural del municipi de l'Ametlla de Mar (Baix Ebre) situada a l'espai natural protegit de la Plana de Sant Jordi, a la desembocadura del barranc de Sant Jordi, on abans d'arribar a la platja es forma l'estany de Sant Jordi. Orientada a l'est-nord-est, té una longitud de 102 metres i una amplada mitjana de 82 metres, formada per sorra fina i còdols. Disposa d'aparcament, dutxes i lavabos, guingueta, local de vigilància i socorrisme, i senyalització. El fons marí, d’un gran valor ecològic, és apte per a la pràctica del submarinisme i de l’snorkel. S'hi pot accedir tant en cotxe com a peu. Al costat sud de la platja hi ha el Castell de Sant Jordi d'Alfama.
Està guardonada amb la Bandera Blava, que reconeix internacionalment la qualitat i serveis. L'Agència Catalana de l'Aigua efectua un control setmanal de la qualitat de l'aigua, durant la temporada de bany, amb el resultat d'excel·lent.